# Клан Метісон

Гребінь клану Метісон.

Герб вождів клану Метісон.

Клан Метісон — (шотл. — Clan Matheson) — один з гірських шотландських кланів.
Гасло клану — Дій і сподівайся!

## Історія

### Походження клану Метісон
Клан Метісон чисто кельтського (гельского) походження. Згідно історичних переказів клан дуже давній і підтримував королівство Дал Ріада в його боротьбі з племенами піктів і їх королівством Альба. Клан Метісон — це нащадки переселенців з Ірландії. Назва клану — це перекручена на англійський лад кельтська назва Mic Mhathghamhuin — Мік Махгамуйн (Вахамун). У перекладі ця назва означає Син Ведмедя. У свій час символом і гербом вождя клану були два ведмеді — захисники клану. На інших варіантах герба — два ведмеді несли щит з зображенням символу клану. Є інша гіпотеза походження назву клану. Згідно з цією версією початкова назва клану була MacMhathain — МакМахайн — Сини Героїв. У сучасній версії назви клану назва Метісон означає Син Мет'ю.
Клан Метісон здавна володів землями на території, що контролювали графи (ерли) Росс та селився навколо озер Алш, Каррон та землями Кінтайл. У 1262 році шотландська армія на чолі з королем Олександром III здійснила похід на острів Скай з метою визволення територій островів, які тоді були володіннями короля Норвегії. Одним з ватажків цього походу був Кормак Макмаган (гельск. — Cormac Macmaghan). Після битві під Ларгс у 1263 році острови біля Шотландії перейшли до королівства Шотландії. Ними володіти став клан МакДональд, вожді якого були лордами Островів. Клан Метісон долучився до володіння Островами.

### XV—XVI століття
У 1411 році клан Метісон взяв участь у війні і битві під Харлоу. У цій війні клан підтримав Домналла Островитянина — лорда Островів. У вищезазначеній битві ватажок Аласдайр потрапив у полон. Як повідомляють літописи в ті часи клан Метісон виставив на війну більше 2 000 воїнів. Пізніше Макмакен підтримав Олександра Остовитянина — графа Росс, якого запідозрили у зраді короля Шотландії Якова І. Під час війни граф був захоплений королем під Інвернесс і був страчений. Лорди Островів втратили свою владу, а разом з ними занепала і могутність клану Метісон. Потім клан Метісон був втягнутий у ворожнечу між кланами МакДональд і МакКензі. Як Дув Метісон (шотл. — Iain Dubh Matheson) був вбитий під час оборони замку Ейлен Донан, що належав клану МакКензі. Він став констебелем цього замку після одруження з вдовою сера Дугалда МакКензі. Дугал МакРуадрі Метісон був членом парламенту Шотландії, був пріором Б'юлі у 1498—1514 роках. Наступним вождем клану став Мурдох Буйде (гельск. — Murdoch Buidhe) — Мурдох Жовтоволосий. Він помер у 1602 році.

#### XVII— XVIII століття
Мурдох (Мердок) мав два сини — Родеріка і Дугалда. Дугалд був засновником лінії Балмакара, потім він став камергером Лохаош у 1631 році. Дугалд був предком Джена Метісона з Аттаделу. Його онук Джон був змушений продати маєтки клану в Хайленді. Інша гілка клану Метісон оселилась на північному березі озера Лох Шин і були під зверхністю графів Сазерленд. Дональд Метісон Шинський боровся проти якобітів під час їх повстання у 1715 році. Але верховенство в клані належало нащадкам Дугалда Балмакара. Вони володіли землями на Чорному Острові, які були відомі як Бенетсфілд. На відміну від своїх родичів, що були під владою графа Сазерленда, ці Метісони активно підтримали повстання якобітів і брали участь у битві під Куллоден у 1746 році.

### Септи клану Метісон
Bairnson, MacBirnie, MacBurnie, McBurney, MacMahon, MacMath, MacMathon, MacMhathain, Massey, Matheson, Mathewson, Mathie, Mathieson, Mathison, Mathyson, Matthews, Matthewson, Moannach.

### Замки клану Метісон
Резиденцією вождя клану Метісон був замок Метісон, від якого зараз лишилися одні руїни. Пізніше вожді клану, у тому числі і Джеймс Метісон, жили в замку Люїс. Нинішній вождь клану сер Фергус Метісон — VII баронет та його дружина леді Метісон проживають у Норфолку (Англія).

## Вожді клану Метісон
Гілка Лохалш
Махгамайн (гельск. — Mathghamhain) — близько 1225
Кеннет (гельск. — Kenneth) — помер у 1304
Мурдох (Мардок) (гельск. — Murdoch) — XIV століття
Дункан (гельск. — Duncan) — XIV століття
Мурдох (Мардок) (гельск. — Murdoch) — XIV століття
Дункан (гельск. — Duncan) — XIV століття
Мурдох (Мардок) (гельск. — Murdoch) — близько 1400
Аласдайр (гельск. — Alasdair) — помер у 1427 або у 1438
Ян Дув (гельск. — Iain Dubh) — помер у 1490
Аласдайр мак Руайдрі (гельск. — Alasdair MacRuaidhri) — помер у 1506
Ян Дув (гельск. — Iain Dubh) — помер у 1539
Дугалд Рой (гельск. — Dugald Roy) — близько 1540
Мурдох Буйде (гельск. — Murdoch Buidhe) — 1530—1570
Родерік І Фернайг (гельск. — Roderick І Fernaig) — помер після 1600
Ян II Фернайг (гельск. — Iain II Fernaig) — XVII століття
Ян Ог (гельск. — Iain Og) — близько 1660
Гілка Беннетсфілд
Ян Мор (гельск. — Iain Mor) — помер 1715
Олександр І Беннетсфілд (шотл. — Alexander І Bennetsfield) — 1715—1754
Джон II Беннетсфілд (шотл. — John II Bennetsfield) — 1754—1768
Колін III Беннетсфілд (шотл. — Colin III Bennetsfield) — 1763—1825
Джон IV Беннетсфілд (шотл. — John IV Bennetsfield) — 1825—1843
Джеймс Брук Молодший V Беннетсфілд (шотл. — James Brook Young V Bennetsfield) — 1843—1886
Ерік Грант VI Беннетсфілд (шотл. — Eric Grant VI Bennetsfield) — 1886—1899
Гейлін Фрейзе VII Беннетсфілд (шотл. — Heylin Fraser VII Bennetsfield) — 1899—1945
Бертран Гейлін IX Беннетсфілд (шотл. — Bertram Heylin IX Bennetsfield) — 1945—1975
Гілка Лохалш
Сер Торквіл Олександр Метісон VI баронет (шотл. — Sir Torquhil Alexander Matheson VI Baronet) — 1975—1993
Сер Фергус Джон Метісон VII баронет (шотл. — Sir Fergus John Matheson VII Baronet) — 1993 — по сьогодні